# Espacio cuasi ultrabarrilado
En análisis funcional y áreas relacionadas de las matemáticas, un espacio cuasi ultrabarrilado (también escrito cuasi-ultrabarrilado o cuasiultrabarrilado) es un espacio vectorial topológico (EVT) para el cual cada conjunto ultrabarrilado bornívoro es un entorno del origen.

## Definición
Un subconjunto B0 de un EVT X se denomina ultrabarrilado bornívoro  si es un subconjunto cerrado, equilibrado y bornívoro de X, y si existe una secuencia {\displaystyle \left(B_{i}\right)_{i=1}^{\infty }} de subconjuntos cerrados equilibrados y bornívoros de X tales que Bi+1 + Bi+1 ⊆ Bi para todo i = 0, 1, ....
En este caso, {\displaystyle \left(B_{i}\right)_{i=1}^{\infty }} se denomina secuencia definitoria para B0.
Un EVT X se denomina cuasi-ultrabarrilado si cada ultrabarrilado bornívoro en X es un entorno del origen.

## Propiedades
Un espacio cuasi ultrabarrilado localmente convexo es cuasi barrilado.

## Ejemplos y condiciones suficientes
Los espacios ultrabarrilados y los espacios ultrabornológicos son cuasi ultrabarrilados.
Los EVT completos y metrizables son cuasi ultrabarrilados.